# Empire (album, Kasabian)
Empire je druhé studiové album britské rockové skupiny Kasabian ze srpna 2006. Album se po vydání dostalo na první místo britského žebříčku alb.

## Pozadí alba
Ve Spojeném královstvím se prodalo více než 800 000 tisíc prodaných kopií.
Album bylo prvním celým albem skupiny, na kterém se podílel bubeník Ian Matthews. Ten s kapelou nahrával části předchozího alba. Hlavní skladatel a kytarista Christopher Karloff opustil kapelu během nahrávání alba na začátku roku 2006. Podílel se na třech skladbách.

## Seznam skladeb
| Pořadí         | Název                   | Délka |
| -------------- | ----------------------- | ----- |
| 1.             | "Empire"                | 3:53  |
| 2.             | "Shoot the Runner"      | 3:27  |
| 3.             | "Last Trip (In Flight)" | 2:53  |
| 4.             | "Me Plus One"           | 2:28  |
| 5.             | "Sun Rise Light Flies"  | 4:08  |
| 6.             | "Apnoea"                | 1:48  |
| 7.             | "By My Side"            | 4:14  |
| 8.             | "Stuntman"              | 5:19  |
| 9.             | "Seek & Destroy"        | 2:15  |
| 10.            | "British Legion"        | 3:19  |
| 11.            | "The Doberman"          | 5:34  |
| Celková délka: | Celková délka:          | 39:24 |

## Obsazení
Kasabian
- Tom Meighan – zpěv, doprovodné vokály
- Sergio Pizzorno – kytary, syntezátory, doprovodné vokály, zpěv
- Chris Edwards – basová kytara, klavír
- Ian Matthews – bicí, perkuse

Ostatní hudebníci
- Joana Glaza – doprovodné vokály
- Farhat Bouallagui – housle a viola
- Bouzid Ezzedine – housle
- Jazzer Haj Youssef – housle
- James Banbury – violoncello
- Jo Archard – housle
- Fiona McCapra – housle
- Vince Greene – viola
- Nick Attwood – pozoun
- Craig Crofton – saxofon
- Gary Alesbrook – trubka